# Phellinus
Phellinus è un genere di funghi basidiomiceti.

## Specie
- Phellinus ferreus
- Phellinus gilvus
- Phellinus igniarius
- Phellinus linteus
- Phellinus pini
- Phellinus pomaceus
- Phellinus sulphurascens
- Phellinus weirii